# Bernardino Fernández de Velasco y Benavides

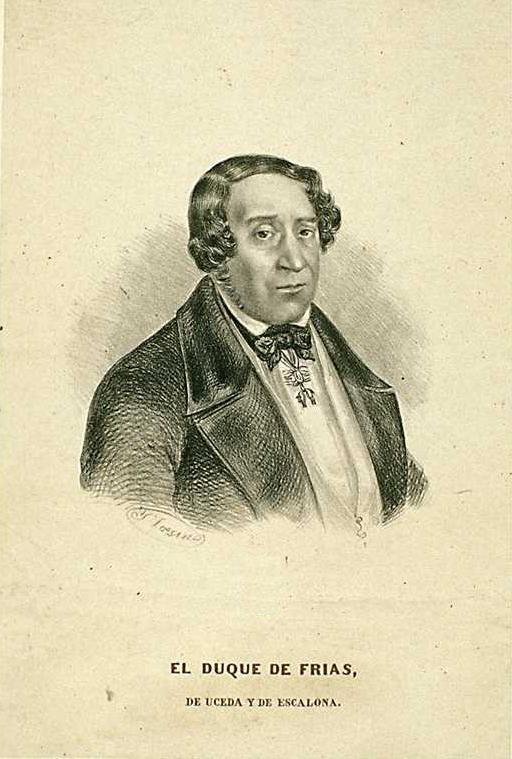
Bernardino Fernández de Velasco y Benavides.

Bernardino Fernández de Velasco Benavides, hertog van Frías (Madrid, 20 juli 1783 - 28 mei 1851) was een Spaans officier, schrijver, politicus en eerste minister.

## Levensloop

### Militaire dienst enSpaanse Onafhankelijkheidsoorlog
In 1796 trad hij op dertienjarige leeftijd als cadet toe tot de militaire dienst. In 1802 werd hij bevorderd tot luitenant en later werd hij officier in een Frans expeditieleger in Portugal. Later deserteerde hij uit het leger om bij de verzetsbeweging tegen koning Jozef Bonaparte tijdens de Spaanse Onafhankelijkheidsoorlog te gaan vechten.

### Het absolutisme onder Ferdinand VII en de Liberale Revolutie van 1820
Na de terugkeer in 1813 van koning Ferdinand VII werd Fernández de Velasco gepromoveerd tot kolonel. Ferdinand VII maakte de liberale grondwet van 1812 ongedaan en begon opnieuw een politiek van absolutisme.
In 1820 begonnen de liberalen een revolutie en waren vervolgens drie jaar aan de macht. Fernández de Velasco werd lid van een liberale militaire organisatie en ambassadeur in Londen. In 1823 werd met behulp van een Franse invasie het Spaanse absolutisme hersteld. Vervolgens ging hij in ballingschap naar Montpellier en bleef er tot in 1828.

### De regering vanIsabella IIen premierschap
Na de dood van Ferdinand VII en de troonsbestijging van Isabella II werd hij in 1834 door premier Francisco Martínez de la Rosa naar Parijs gestuurd om er steun te verkrijgen voor de Eerste Carlistenoorlog. Dit leidde op 22 april 1834 tot de Quadruple Alliantie, waarbij er een overeenkomst kwam tussen Portugal, Spanje, Frankrijk en het Verenigd Koninkrijk. Bij deze overeenkomst werd er onder andere afgesproken dat er expeditie-troepen naar Spanje gestuurd werden.
Van 1834 tot 1835 werd hij als beloning hiervoor als vertegenwoordiger van de koningin senator. In 1837 werd hij opnieuw senator.
Op 6 september 1838 werd Fernández de Velasco benoemd tot eerste minister van Spanje en werd tegelijkertijd minister van Oorlog en van Buitenlandse Zaken. In deze functies werd hij belast om met de absolutistische landen Oostenrijk-Hongarije, Pruisen en het Russische Keizerrijk te onderhandelen om steun tegen het carlisme te verlenen. Nadat er een opstand uitbrak in Sevilla, moest hij op 8 december 1838 aftreden als premier en minister.
Vervolgens trok hij zich voor het grootste deel terug uit de politiek. Op 15 augustus 1845 werd hij benoemd tot senator voor het leven.

### Schrijver
Naast zijn politieke loopbaan was Fernández de Velasco ook schrijver en dichter. In 1839 werd hij lid van de Real Academia Española en sinds 1802 was hij ook erelid van de Real Academia de Bellas Artes de San Fernando, waar hij vanaf 1815 raadgever was. Op 30 april 1847 werd hij eveneens lid van de Real Academia de la Historia.
- Biblioteca Nacional de España: XX1274867
- International Standard Name Identifier: 0000 0000 4112 3972
- Library of Congress Control Number: no96003506
- Réseau des bibliothèques de Suisse occidentale: 02-A024187886
- Virtual International Authority File: 43888680
- WorldCat: E39PBJxxj4CDtFwt4d6btVC4v3